# Gaietà Ripoll i Pla
Gaietà Ripoll i Pla (Solsona, 22 de gener de 1778 - València, 31 de juliol del 1826) fou un mestre de Russafa que morí condemnat a la forca per promoure l'ensenyament laic durant la Dècada Ominosa.
Gaietà Ripoll havia lluitat contra els francesos en la guerra de la independència i el 1810 va ser fet presoner i traslladat a França on entrà en relació amb grups de pacifistes quàquers i lliurepensadors francesos. El 1814 va tornar i va servir a la Milícia Nacional fins que es va llicenciar el 1823.
L'Església catòlica, concretament "Las Juntas de Fe de la Inquisición", presidida la de València pel canonge Josep Maria Despujol, el van condemnar per heretge i maçó i sota l'acusació de no impartir la doctrina cristiana als seus alumnes.
Primer va patir dos anys de presó i després va ser condemnat a morir cremat; tanmateix, en lloc de cremar-lo va morir a la forca sobre un barril amb unes flames pintades (en un gest de presumpta humanitat).
Un cop mort va ser cremat en el crematori de la Inquisició situat tocant al pont de Sant Josep que travessa el Túria. Després de la mort de Ripoll la Inquisició va quedar en suspens.
Hi va haver protestes i pressions per l'opinió pública europea i fins i tot alguns membres del gabinet de Ferran VII hi estaven en contra i recomanaren al rei de restar al marge de la qüestió.
El 1835 la vídua de Ferran VII, la regent Maria Cristina de Borbó, com a mesura contra el carlisme, va signar la Reial Ordre que dissolia les Juntes de Fe i amb ella definitivament la Inquisició. És considerada la darrera víctima a Europa de la Inquisició. Alfred Bosch ha escrit una novel·la, Inquisitio, basada en la seva vida.
A la ciutat de València hi ha una plaça perifèrica amb el nom de "mestre Ripoll" encara que sense cap inscripció que indique qui va ser el titular de la plaça, i per què va morir.